# Архипіїта Кельнський
Архипіїта Кельнський або Архипоет (лат. Archipoeta) — один із найвидатніших поетів XII століття,  представник поезії вагантів.
Про життя поета відомо дуже мало.Точні дати його народження і смерті невідомі, проте вважають, що Архіпіїта жив між 1130 і 1165 роками. Був родом з Німеччини або Східної Франції.Незважаючи на своє лицарське походження, став кліриком з любові до науки і мистецтва. Окрім тривіуму (граматика, риторика, діалектика), Архіпіїта знався й на теології та медицині. У своїх творах, поет з легкістю апелює до Вульґати та античних поетів. Жив коштом багачів та багатих меценатів. Найголовнішим покровителем Архипіїти був Реґінальд, архієпископ Кельнський, радник імператора Фрідріха Барбаросси. Разом з ним поет подорожує Європою, зокрема Німеччиною, Бургундією та Північною Італією. Завдяки матеріальній допомозі від Реґінальда поет лікується від сухот в Салерно. Архипіїта бере участь в італійському поході імператора Барбаросси, після чого з'являється найвідоміший його твір — «Сповідь» (1163, Павія). На прохання Реґінальда він також пише хвалебний панегірик імператору — «Одду на честь цезаря Фрідріха».
У збірці «Поезія вагантів» (Львів: Світ, 2007.) є український переклад декількох творів поета:
- «Сповідь» (лат. Estuans intrinsecus ira vehementi) 41-45 ст.
- «Скарги ваґанта» (лат. Saepe de miseria meae paupertati) 53-58 ст.
- «Одда на честь цезаря Фрідріха» (лат. Laus caesari Friderico) 195-200 ст.
- «Послання до Реґінальда» (лат. Archicancellarie, vir discrete mentis) 2001-204 ст.

Карл Орф використав фраґмент «Сповіді» у своїй кантаті «Carmina Burana». Архипіїта також є персонажем історичного роману Умберто Еко — «Бавдоліно».